# Atanda Musa
Atanda Musa (* 3. Februar 1960) ist ein nigerianischer Tischtennisspieler und -trainer. Er wurde mehrfach Afrikameister und nahm an sieben Weltmeisterschaften sowie zwei Olympischen Spielen teil.

## Werdegang
Atanda Musa machte 1978 erstmals international auf sich aufmerksam, als er bei den Afrikaspielen Zweiter im Einzel wurde. Im Laufe seiner Karriere entwickelte er sich zu den besten Tischtennisspielern Afrikas und erzielte die größten Erfolge bei Afrikameisterschaften und Afrikaspielen. So holte er bei Afrikameisterschaften insgesamt acht Titel nämlich:
- 1980 mit der Mannschaft; im Einzel und Doppel wurde er Zweiter
- 1985 im Einzel, Mixed und mit der Mannschaft; im Doppel wurde er Zweiter
- 1988 im Einzel und mit der Mannschaft; im Doppel erreichte er das Halbfinale
- 1990 im Doppel und mit der Mannschaft; Im Einzel stand er im Endspiel, im Mixed im Halbfinale.

An den Afrikaspielen nahm er nach 1978 noch zweimal teil. Hier holte er 1987 und 1991 Gold in allen vier Disziplinen (Einzel, Doppel, Mixed, Team). Erfolge konnte er auch bei den Commonwealth-Meisterschaften vorweisen: Hier holte er dreimal Gold, nämlich 1982 im Einzel und im Doppel mit Sunday Eboh und nochmals 1985 im Doppel mit Francis Sule.
An die weltweite Leistungsspitze kam Atanda Musa allerdings nicht heran. Bei den Auftritten an sieben Weltmeisterschaften im Zeitraum 1979 bis 1991 kam er nie in die Nähe von Medaillenrängen. Ebenso verfehlte er sowohl bei den Olympischen Spielen 1988 als auch bei den Olympischen Spielen 1992 im Einzel und im Doppel die Hauptrunde.
Beim World Cup kam er 1984 auf Platz 8 und 1987 auf Platz 10, 1985, 1988 und 1989 landete er auf Platz 13.
1981 erreichte er Rang 40 in der ITTF-Weltrangliste.
Seit 1992 arbeitet Atanda Musa auch als Trainer. Über die Stationen Saudi-Arabien (1992–1995), Qatar (1995–1997), Nigeria (1997–1999) kam er in die USA, wo er im Manhattan Table Tennis Club in New York City als Trainer und Manager wirkte.

## Privat
Atanda Musa ist verheiratet und hat drei Kinder.